# Phanaeus demon
Phanaeus demon är en skalbaggsart som beskrevs av François Louis Nompar de Caumont de Laporte 1840. Phanaeus demon ingår i släktet Phanaeus och familjen bladhorningar.

## Underarter
Arten delas in i följande underarter:
- P. d. excelsus
- P. d. obliquans